# An American Tail: Fievel Goes West
An American Tail: Fievel Goes West (Un cuento americano: Fievel va al Oeste en Hispanoamérica, Fievel y el Nuevo Mundo 2: El Lejano Oeste en Chile, y Fievel va al Oeste en España) es una película animada del año 1991 producida por Steven Spielberg y dirigida por Phil Nibbelink y Simon Wells, originalmente estrenada en cines el 22 de noviembre de 1991 en Estados Unidos, y el 1 de julio de 1992 en España. Fue la última película en la que estuvo involucrado el famoso actor James Stewart antes de su retiro y posterior muerte en 1997, seis años después del estreno de la película.

## Trama
Fievel cuenta una historia en el Lejano Oeste que involucra a Wylie Perrales, un viejo perro comisario que se ve rodeado por una pandilla de gatos pero que no muestra señal de temor. Fievel va en su ayuda y con gran habilidad con las pistolas desarma a los gatos, quienes huyen despavoridos. A modo de agradecimiento, el viejo Wylie le entrega una estrella de alguacil, cuando un gato lo ataca por atrás y este reacciona rápidamente. Pero todo se desvanece cuando Fievel escucha que Mama lo está llamando.
Resulta que todo ese escenario era producto de la imaginación del pequeño Fievel, quien vuelve a casa con su familia. Los Ratonovitz se han establecido en el barrio del Bronx de Nueva York. Mientras Papa y Mama preparan la cena, Tanya expresa su deseo de convertirse en una cantante famosa, pese a la queja de los vecinos que la oyen cantar. Una vez reunida la familia, Papa manifiesta su preocupación por la vida que llevan, ya que no están recibiendo las oportunidades que esperaban. Paralelamente, el gato Tigre tampoco tiene tanta suerte, debido a que su novia, la Señorita Menina. lo abandona para irse al oeste y porque esperaba tener a "un gato que sea como un perro".
Todo se interrumpe cuando unos gatos vuelven a atacar a los ratones del barrio, pero esta vez son dirigidos por el Gastón, un misterioso gato con acento británico, que ordena usar todo tipo de violencia pero sin devorar. Los Ratonovitz y el resto de los ratones se ven obligados a escapar por las alcantarillas. Una vez al interior, ven que hay unos ratones escuchando a un ratón vaquero que les habla sobre nuevas oportunidades de vida en Green River, un pueblo ubicado en el Oeste, donde supuestamente ratones y gatos coexisten de forma pacífica. La idea entusiasma a todos los presentes que reciben boletos para dirigirse al oeste en tren. Lo que no saben es que el ratón vaquero es una marioneta manipulada por el propio Gastón .
Los Ratonovitz abordan el tren con dirección a Green River. Fievel se entristece por no poder despedirse a tiempo de Tigre, pero este se entera a último momento de su viaje y corre a la estación. En el camino es perseguido por una jauría de perros furiosos que lo alcanzan en el último vagón. Creyendo haberse librado de ellos, Tigre cae al mar siendo recogido por un barco pesquero, del cual es arrojado hacia una diligencia que lo termina arrastrando por todo el camino.
Mientras tanto, el tren hacia Green River cruza todo Estados Unidos con los ratones entusiasmados de nuevas oportunidades de vida. Una noche, Fievel se mueve hacia otro vagón del tren y descubre la marioneta que usaba Gastón, y que su plan era atraer a los ratones para luego convertirlos en hamburguesas. Fievel deja caer accidentalmente el títere y Gastón lo atrapa en sus garras. Aunque se vio tentado para devorarlo, este lo deja ir. Pero la araña Chula, esbirro del gato, provoca que Fievel caiga del tren, ante la angustia de su familia. El tren llega a destino y los ratones comienzan a establecerse ahí. Chula bloquea el pozo del agua, y Gastón incita a los ratones para trabajar en conjunto con los gatos para construir un saloon.
Fievel deambula por el desierto viendo espejismos debido a la falta de agua. Lo mismo hace Tigre, quien también fue abandonado y después es capturado por ratones indios para ser comido, pero lo terminan adorando como un dios. Al caer la noche, un halcón atrapa a Fievel, pero es liberado cuando los indios lo cazan. Fievel y Tigre se reencuentran, y este último le promete ir a Green River en cuanto resuelva su asunto con los indios. Con la ayuda de una planta rodadora, Fievel se dirige al pueblo.
Una vez allí, se reencuentra con su familia y les cuenta los verdaderos planes de Gastón. Pero no logra convencerlos, ya que aparentemente hay una buena armonía entre roedores y felinos. Fievel entra al saloon y confirma sus sospechas que incluye una ratonera gigante. Cuando es nuevamente capturado, Gastón escucha a Tanya cantar y queda maravillado con su voz. Se la presenta a Menina, quien es la estrella del saloon, para que se haga cargo de ella. Aunque Tanya muestra entusiasmo, pronto siente miedo al escenario, pero Menina la anima para que pueda cantar. Tanya se presenta ante el público felino y logra dar un buen espectáculo. Durante su presentación, Fievel logra escapar de la araña Chula, quien lo persigue por el saloon. Logra zafarse de él e intenta sacar a Tanya del escenario, pero ella se niega decidida a quedarse con su público. 
Mientras pasea por las calles del pueblo, profundamente preocupado, Fievel se topa con un perro que se encontraba durmiendo. Para su sorpresa, resulta ser Wylie Perrales. Cuando le pide ayuda para detener a los gatos, el viejo no muestra ninguna motivación. Solo accede ayudarlo si le trae un perro para que él lo entrene. Fievel no conoce a otro perro, pero va a buscar a Tigre -quien todavía cree que es un dios- para que sea entrenado por Wylie. Este se niega al principio, pero cuando su amigo le dice que Menina está en Green River, acepta. 
El entrenamiento revela toda la torpeza de Tigre, pero Fievel no pierde la fe en él. Tigre logra tomar confianza y supera las pruebas de Wylie, y los tres se dirigen al pueblo.
Al llegar, todos los ratones se presentan ante Gastón para reabrir el saloon. El gato se dispone a cortar la cinta oficial que activaría la ratonera gigante con los ratones en su interior. Pero es desarmado por un disparo de Tigre, y comienza un tiroteo con hondas entre los gatos y los tres héroes. Al descubrir la ratonera, Tanya logra evacuar a los ratones gracias a su canto. Usando un revólver gigante, Gastón trata de tomar ventaja, pero Fievel se lo arrebata con la ayuda de Wylie. Pero Chula toma de rehén a Menina y amenaza con dejarla caer. Esto enfurece a Tigre que ataca con todo a los gatos, quienes son apilados en la ratonera. Neutraliza a la araña y salva a su novia. Y Fievel activa la ratonera que lanza a los gatos, incluyendo a Gastón. a modo de catapulta. Los felinos aterrizan en una bolsa de correos que son recogidos por un tren que pasaba por ahí. Dicha acción desbloquea el pozo de agua y los ratones comienzan a celebrar.     
Mientras el pueblo celebra, Wylie se aleja hacia el desierto. Fievel lo acompaña y recibe la estrella de comisario. Aunque duda al principio, lo acepta como motivación para nuevas aventuras.

## Reparto

### Inglés
- Phillip Glasser: Fievel Ratonowitz
- Cathy Cavadini: Tanya Ratonowitz
- Nehemiah Persoff: Papa Ratonowitz
- Erica Yohn: Mama Ratonowitz
- Dom DeLuise: Tigre
- James Stewart: Wylie Perrales
- Amy Irving: Señorita Menina
- John Cleese: Gato Gastón
- Jon Lovitz: Chula

### Español Latinoamericano
| Actor              | Personaje                    |
| ------------------ | ---------------------------- |
| Laura Bustamante   | Fievel Ratonowitz            |
| Marcela Bordes     | Tanya Ratonowitz             |
| Isela Sotelo       | Tanya Ratonowitz (canciones) |
| Guillermo Romano   | Papa Ratonowitz              |
| Guadalupe Romero   | Mama Ratonowitz              |
| A.C. Peña          | Tigre                        |
| Juan Cuadra        | Wylie Perrales               |
| Rocío Gallegos     | Señorita Menina              |
| José Archimedes    | Gato Gastón                  |
| Enrique Garduza    | Chulo                        |
| Estudio de Doblaje | Intersound                   |

El doblaje al español fue grabado en Veracruz, y es usado en todos los países de habla hispana.

## Premios y nominaciones
| Premio               | Categoría              | Persona                                        | Resultado |
| -------------------- | ---------------------- | ---------------------------------------------- | --------- |
| Premios Globo de Oro | mejor canción original | James Horner (música) y Will Jennings (letras) | Nominada  |